# ぼくブルン
『ぼくブルン』は、NHK教育で1995年2月から1996年8月まで放送されていた10分間の特撮テレビドラマ。英国のテレビドラマ『BRUM』を日本語に吹き替えたものである。

## 概要
意志を持った小さな黄色い模型自動車・ブルンが、自動車博物館を抜け出して街中で繰り広げる様々な冒険を描く。
毎回、館長が目を離している間にブルンが自動車博物館を抜け出して街へと出かけていくオープニングから始まり、館長が博物館を閉める前に自分の展示スペースへとブルンが戻ってきてエンディングという構成である。
ドラマの特徴として、ブルンを含めた登場人物は身振り手振り（ブルンの場合は扉やボンネットの開閉、サスペンションの振動、ライトの点灯、クランクハンドルの回転など）で感情を表現しており、セリフは基本的にナレーションが語る形でストーリーは展開しているということがあげられる。そのため、英語から別言語への吹き替えが容易であり、シリーズは世界中の多くの地域で放送されることとなった。

## 基礎情報
- オリジナル
  - 放送局：イギリス・CBBC
  - 制作：ラッグドール・プロダクション
  - 音楽：ロバート・ハートリー
  - 原題：Brum
- 日本版
  - 放送期間：1995年2月 - 1996年8月（23回）
  - 放送時間：日曜 17:00 - 18:00（NHK教育『母と子のテレビタイム日曜版』枠内）
  - ナレーション：安達忍

## モデル
ブルンのモデルは1920年代後半に生産されたオースチン・7「チャミィ」の、オープンカー型1/2レプリカであり、レックス・ガロッド（英語: Rex Garrod）によって設計・製作された。オープニングとエンディングが撮影されたグロスタシャー州のボートン＝オン＝ザ＝ウォーターにあるコッツウォルズ自動車記念館（英語: Cotswold Motoring Museum）に現在も展示されている。
また、舞台となっている町のモデルはイングランドのバーミンガムであり、ブルン（Brum。原語の発音は/ˈbrʌm/であり、どちらかといえば「ブラン」に近い。）という名前もエンジンの回転音のオノマトペと、バーミンガムの口語表現であるBrum（バーミンガムの別称・ブラマジェムBrummagemの短縮形）のダブルミーニングとなっている。